# Microcoelus
Microcoelus is een geslacht van plantenetende sauropode dinosauriërs dat tijdens het late Krijt leefde in het gebied van het huidige Argentinië. De enige benoemde soort is Microcoelus patagonicus.

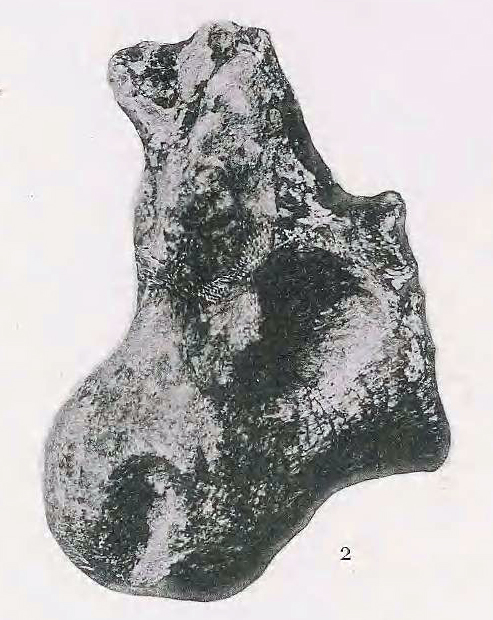
De wervel

In 1893 benoemde Richard Lydekker fragmentarische vondsten als de typesoort Microcoelus patagonicus. De geslachtsnaam betekent "kleine uitgeholde (wervel)" vanuit het Oudgrieks μικρός, mikros, "klein", en κοῖλος, koilos, "hol". De soortaanduiding verwijst naar de herkomst uit Patagonië.
Het holotype, MLP-Ly 23, is gevonden bij de stad Neuquén op de rechteroever van de Río Neuquén, in een laag van de Bajo de la Carpa-formatie die dateert uit het Santonien, ongeveer 85 miljoen jaar oud. Het bestaat uit een wervellichaam, ongeveer zeventien centimeter breed en twaalf centimeter hoog, van een voorste ruggenwervel. Op het centrum zijn nog de zijkanten aanwezig van de wervelboog. Het centrum is opisthocoel: van voren bol en van achteren hol. Het fossiel behoort tot de collectie van het Museo de la Plata. Lydekker wees ook een tweede apart gevonden fossiel toe, specimen MLP-Ly 25, een linkeropperarmbeen, maar daarvan wordt tegenwoordig aangenomen dat het van Neuquensaurus is.
Microcoelus zelf wordt tegenwoordig wegens het gebrek aan diagnostische kenmerken gezien als een nomen dubium.